# 7149 Берні
7149 Берні (7149 Bernie) — астероїд головного поясу, відкритий 16 жовтня 1977 року.
Тіссеранів параметр щодо Юпітера — 3,197.